# أنبياء بني إسرائيل

## أنبياء بني إسرائيل في اليهودية
- يعقوب (إسرائيل)
- يوسف
- موسى
- هارون
- يوشع/يشوع
- فينحاس
- ألقانة
- صموئيل/شمويل
- جاد
- ناثان
- داوود
- سليمان
- يَعْدو
- ميخا بن يملة
- عوبديا
- اخيا الشيلوني
- حناني (أبو ياهو)
- ياهو بن حناني
- عوديد (أبو عزريا)
- عزريا بن عوديد

- أليعَزَرُ بنُ دوداوا
- إشعياء
- هوشع
- عاموس
- ميخا المورشتي
- آموص
- يونس
- يوئيل
- ناحوم
- حبقوق
- صفنيا
- إرميا
- إيليا إلياس / التشبي
- اليشع بن شافاط
- حزقيال ذو الكفل
- عزير
- شمعيا
- أوريا بن شمعيا
- محسيا (أبو نيريا)
- نيريا بن محسيا (أبو باروخ)
- باروخ بن نيريا بن محسيا
- سرايا
- ملاخي
- حجاي
- مردخاي بن يائير
- زكريا
- يحيى يحزئيل